# Летик Максим Григорович
Летик Максим Григорович (14 грудня 1989, Карабутове — 18 квітня 2023, Часів Яр) — український військовий, кулеметник 80 окремої десантно-штурмової бригади.

## Біографія
Народився 14 грудня 1989, в с. Карабутове, Конотопського району, Сумської області. У 1996 році розпочав навчання у місцевій загальноосвітній школі, яку закінчив у 2007 році. Навчався у Державному професійно-навчальному закладі в місті Конотоп за спеціальністю «електрогазозварювальник», певний час працював на будівництві у Києві. Останні шість років Максим разом з дружиною та двома дітьми проживав у селі Обмачів на Чернігівщині.
Після повномасштабного вторгнення рф чоловік 27 грудня 2022 року потрапив до лав Збройних Сил України. Служив кулеметником 2-ї роти 5-го батальйону 80-ї окремої десантно-штурмової бригади.
Загинув під час виконання бойового завдання біля міста Часів Яр Донецької області. Під час штурму ворожих позицій росіяни обстріляли українських захисників із артилерії. Похований у селі Обмачів, Батуринської громади.

## Нагороди
- Орден «За мужність» ІІІ ступеня (21 червня 2023, посмертно) — за особисту мужність, виявлену у захисті державного суверенітету та територіальної цілісності України, самовіддане виконання військового обов'язку[4]